# روکوهارا
روکوهارا (به ژاپنی: 六波羅（ろくはら); نام مکانی برای منطقه از گوجو اوجی تا شیچیجو اوجی در ساحل شرقی رودخانه کاموگاوا در کیوتو، بخشی از بخش فعلی هیگاشی‌یاما، کیوتو است. گفته می‌شود که در سال ۹۵۱، کویا (راهب) معبد سایکو-جی را در این منطقه تأسیس کرد و بعداً چوشین این معبد را به معبد روکوهارامیتسو-جی تغییر نام داد، به همین دلیل نام این مکان را «روکوهارا» گذاشتند.
در دوره اینسی (حکومت در گوشه‌نشینی)، تایرا نو ماساموری یک سالن یادبود برای خانواده‌اش ساخت و پسرش تاداموری روکوهاراکان را ساخت که پایگاه سامورایی‌ها (اشرافیت نظامی) شد. [[تغییر وضعیت فهرست محتویات
خاندان ایسه‌هی]] متشکل از پدر و پسر ماسانوری در ولایت ایسه مستقر بود و روکوهارا به دلیل نزدیک بودن به بزرگراه از کیوتو به ایسه و توگوکو به عنوان پایگاه آنها انتخاب شد. علاوه بر این، این واقعیت که امپراتور گوشیراکاوا، سالن هوجوجی را در جنوب روکوهارا ساخته بود، در رابطه با وظیفه سامورایی به عنوان ملازم اینگوشو نیز نکته مهمی است. این شهر در دوران تایرا نو کیوموری به مرکز حکومت خاندان تایرا تبدیل شد، اما کیوموری بعداً «محل اقامت نیشی-هاچیجو» را در راکوچو (هاچیجو ایچیبو) ساخت و پایگاه سیاسی خود را به آنجا منتقل کرد. با این حال، پایگاه نظامی خاندان تایرا همچنان در روکوهاراکان باقی ماند. علاوه بر این، در روند به قدرت رسیدن کیوموری، در زمان امپراتور نیجو، منطقه اطراف ساکیو سانجو سانبو، جایی که اوشیکوجی هیگاشینودونو در آن قرار دارد، مشخص است که عمارتی در روکوهارا، مکان سکونت تایرا نو تسونه‌موری، همسر قانونی تایرا نو مونه‌موری، کیوکو، و زن صیغه ای تایرا نو شیگه‌موری بوده است و گمان می‌رود که در دوره ای که کیوموری در تماس نزدیک با امپراتور نیجو بود، این مکان نیز یکی از پایگاه‌های کیوموری بوده است.